# Lauren Mendinueta
Lauren Mendinueta es una poeta, ensayista y traductora colombiana.

## Biografía
Lauren Mendinueta nació en Barranquilla y la crítica contemporánea la cataloga como una de las voces más importantes de la poesía contemporánea del siglo XXI en la lengua española.[cita requerida]
La poesía de Mendinueta aborda, con rigor expresivo y profundidad conceptual, los temas de la muerte, el dolor, la soledad, el tiempo, el amor y la belleza. Con una firme vocación poética, como marca indeleble de su vida cotidiana, ella ha repetido en diversas entrevistas, y en su propia poesía, que escribe “para acostumbrarse a vivir”.
Mendinueta ha escrito una docena de libros de poesía, siendo “La vocación suspendida” una de sus obras más conocidas y afamadas, habiendo recibido excelentes críticas. También ha escrito ensayos y ha realizado la traducción de obras del portugués al español; se ha destacado como prologuista y editora de autores nacidos en Colombia y traducidos al portugués.
Ha recibido importantes premios nacionales como el del Festival de Poesía de la ciudad de Medellín, el Premio Nacional de Ensayo y Crítica de Arte del Ministerio de Cultura y el Premio Barranquilla capital americana de la Cultura por "Una visita al museo de historia natural".
La barranquillera ha recibido importantes premios internacionales en España como el Martín García Ramos por La vocación suspendida y el Premio César Simón por Del tiempo, un paso.
Lauren Mendinueta es una difusora del talento poético y literario de los colombianos en Portugal y Europa. Directora de las colecciones de poesía "Graça Morais" de poesía portuguesa en la Editorial latinoamericana Abisinia, y de la colección de poesía "El sueño de Europa" de poesía europea en la editorial española Difácil. 
Dirige los "Encuentros Iberoamericanos: Poesía y Música" y la "Noche de la Literatura Iberoamericana en Lisboa", ambos eventos apoyados por la OEI (Organización de Estados Iberoamericanos y la Fundación José Saramago.
Junto a los poetas portugueses Maria João Cantinho y José Manuel de Vasconcelos dirige el "Dia da Poesia em FÓLIO". FÓLIO (Festival Literário Internacional de Óbidos) el evento internacional de literatura más importante de Portugal.  
Sus textos han sido parcialmente traducidos al inglés, alemán, francés, portugués e italiano y recogidos en diferentes antologías colombianas y del exterior. Es profesora en la maestría en Escritura Creativa de la Universidad Nacional de Colombia.
Dirige las colecciones de poesía: El sueño de Europa para la editorial espaõla Difácil y la colección de poesía portuguesa Graça Morais, para la editorial latinoamericana Abisinia.

## Crítica
La crítica contemporánea ha definido a Lauren Mendinueta como una poeta que representa claramente la nueva poesía en lengua española del siglo XXI y su voz poética es un claro exponente de la misma. La visión crítica que producen sus poemarios publicados, lo que ella misma escribe en su Blog y las dotes literarias que se entrevén en sus versos, hacen que algunos críticos nos hayamos fijado singularmente en ella como una de las poetas más prometedoras de Hispanoamérica.
En la misma línea, el poeta William Ospina ha escrito que pocas veces se encuentra uno con una poesía cuya primera intención es no cautivar, no deslumbrar, discurrir en matices y alusiones y no en verdades contundentes. Quien se detiene en este libro de Lauren Mendinueta, La vocación suspendida, y quien vuelve a sus versos, reconoce una voz que se destaca por su sosiego, que juega a ser un hilo de agua, una reflexión íntima, que no mira sino apenas se asoma, que no quiere ver las cosas de frente sino al sesgo, y que no las ve perderse en la distancia sino en el alma.
Una de sus obras más analizada ha sido La vocación suspendida. Sobre ese mismo libro escribió el escritor Héctor Abad Faciolince en la contraportada de la edición colombiana: "La poesía no debe ser explícita casi nunca y en se sentido los poemas de Mendinueta son una promesa de los inexpresado: el lector intuye y completa, el lector es cómplice de su Vocación suspendida. Por eso vale tanto la pena leerla.(Editorial Travesías, Ministerio de Cultura de Colombia, 2009 ISNB 978-958-44-5185-9
).</ref>
Para el poeta portugués Nuno Júdice, "la poesía de Lauren Mendinueta combina dos características que a primera vista parecen opuestas: la claridad de su lenguaje y la complejidad de las preguntas que plantea. No es una poesía que deje indiferente a sus lectores, por el contrario, nos hace sentir en sus versos el peso de las preguntas esenciales sobre el mundo y la vida. Lo que es permanente y lo que es transitorio, el tiempos y sus variantes y, sobre todo, la forma como las palabras revelan un rostro real en el espejo de cada poema."
Dice Piedad Bonnett sobre ella: "En Vivir tan adentro nos encontramos con una poesía que conjuga la concreción de la experiencia cotidiana con atmósferas e imágenes que nos envuelven de manera fantasmagórica, y nos remiten a la lógica de lo onírico. La mirada de Lauren Mendinueta se vale de los espacios más entrañables —los pasillos de la casa, las puertas, las ventanas— y de la luz, a veces transparente, a veces inquietantemente sombría, para conducirnos a un mundo interior, íntimo, el de las sensaciones, los sentimientos y la memoria, tocadas por la nostalgia, el desasosiego o la presencia acechante de la muerte. Lo femenino ocupa también un lugar importante en muchos poemas, que tocan los grandes dilemas de mujeres de la historia y del mito. A veces con vocación narrativa, con toques de absurdo o de humor, con secretas alusiones a la pandemia, y siempre con imaginación y lirismo, este libro de tono desolado nos permite transitar por un mundo singular, entrañable, que busca en la poesía las diversas formas que ofrece la belleza." Contra carátula de "Vivir tan adentro" Editorial Valparaíso, España 2023, ISBN 978-8419347831

## Obra

### Poesía
- Primeros poemas (Colombia, 1998)

.
- Carta desde la aldea Premio Departamenta de Poesía. Min. Cultura de Colombia (Colombia, 1998)

.
- Inventario de ciudad Golem editores, (Colombia, 1999)

.
- Autobiografía ampliada Premio Festival de Poesía de Medellín (2000), Permio Univesidad Metropolitana (2000)
- Autobiografía ampliada Salida de emergencia (México, 2006)
- Autobiografía ampliada Editorial Casa Tomada (España, 2006)

.
- Poesía en sí misma(antología) Universidad Externado de Colombia (Colombia, 2007)

.
- La vocación suspendida, Premio Martín García Ramos 2007. Point de Lunets (España, 2008)
- La vocación suspendida, Travesías, Ministerio de Cultura de Colombia (Colombia, 2009)
- La vocación suspendida. Editorial Difácil (España, 2022)
- La vocación suspendida. Editorial Summa (Perú, 2022)
- A Vocação Suspendida.Trad. António Carlos Cortez. Editora Exclamação (Portugal, 2023)
- La Vocation Suspendue.Trad. Stéphane Chaumet. Jacques André Éditeur (Francia, 2025)

.
- Vistas sobre o Tejo/ Vistas sobre el Tajo, Fabula Urbis. Trad. Lauren Mendinueta (Portugal, 2011)

.
- Del tiempo, un paso, Premio César Simón 2011. Denes (España, 2011)
- Del tiempo, un paso. Prólogo de Nuno Júdice. Editorial Difácil (España, 2024)
- Dal tempo, un paso. Edición Bilingüe Italiano-español. Trad. Emilio Coco. Prólogo de Giuliano Ladolfi. Giuliano Ladolfi Editore (Italia, 2025)

.
- Uma Visita ao Museu de História Natural. Premio Barranquilla Capital Americana de la Cultura. Trad. Ricardo Marques (Portugal 2015)
- Una visita al museo de Historia Natural y otros poemas. Animal Sospechoso (España, 2021)
- Una visita al museo de Historia Natural y otros poemas. Sílaba editores (Colombia, 2022)

.
- La Realidad Alterada. UNAN (México, 2016)

.
- Libre en la jaula. Municipalidad de Lima (Antología virtual. Perú, 2020)

.
- Se o Amor Fosse Possível (antología de poemas de amor). Edición Bilingüe portugués-español. Trad. Sara F. Costa, Editora Labirinto (Portugal, 2023)
- Si fuera posible el amor (antología de poemas de amor). Biblioteca Libanense de Cultura, Colección Doble fondo XVII (Colombia, 2024)
- Si fuera posible el amor (antología de poemas de amor). Nautilus editores. Colección Capitanas (España, 2024)

.
- Vivir tan adentro. Editorial Valparaíso (España, 2023)
- Vivir tan adentro. Editorial Valparaíso (Colombia, 2024)
- Viver tão por adentro. Poets and Dragons. Trad. Nuno Júdice (Portugal, 2024)

.
- Cada día en otro tiempo (antología 1998-2023) Abisinia editorial, (Argentina, 2024)

.
- Un osso quase invisível. Trad. Luís Filipe Sarmento. The poets and Dragons Society, (Portugal, 2025)

### Ensayos
- Marie Curie, dos veces Nobel (Biografía de Marie Curie, en Ediciones Panamericana, Bogotá, 2004)
- Ensayos sobre arte contemporáneo en Colombia 2010-2011'], Premio Nacional de Crítica (ensayo breve), Universidad de los Andes, Ministerio de Cultura de Colombia Bogotá, 2012)

### Traducciones de libros portugués/español
- Vistas sobre el Tajo /Vistas sobre o Tejo (edición Bilingüe español/portugués. Trad. Lauren Mendinueta, Editorial Fabula Urbis, Lisboa, Portugal, 2011)
- Defensa de lo Sublime' (poesía)'. (Nuno Júdice; prólogo de Juan Manuel Roca, trad. Lauren Mendinueta, Taller de Edición Rocca, Bogotá, Colombia, 2013.
- Entre Otras Noches. (Ana Luísa Amaral; prólogo de Ramón Cote Baraíbar, trad. Lauren Mendinueta, Taller de Edición Rocca, Bogotá, Colombia, 2013.
- Te me moriste/ antídoto (novelas). (José Luís Peixoto; prólogo de Miguel Ángel Manrique. Trad. Lauren Mendinueta, Taller de Edición Rocca, Bogotá, Colombia, 2013.
- El Soporte de la música. (Vasco Graça Moura; prólogo de Eduardo Gómez. Trad. Lauren Mendinueta, Taller de Edición Rocca, Bogotá, Colombia, 2013.
- Como tú (literatura infantil). (Ana Luísa Amaral; ilustraciones de Elsa Navarro. Trad. Lauren Mendinueta, Taller de Edición Rocca, Bogotá, Colombia,
- Intentos para matar el amor (teatro). (Marta Figueiredo. Trad. Lauren Mendinueta, Imprensa Nacional, Lisboa, Portugal, 2015.
- Mi Primer Fernando Pessoa. (Manuela Júdice; ilustraciones Pedro Proença, tradujo Lauren Mendinueta y Antonio Sarabia en Taller de Edición Rocca, Bogotá, Colombia, 2018.
- El poeta habitado, antología poética de Fernando Pessoa. (Traducción, selección y prólogo Lauren Mendinueta; Colección Un Libro por Centavos, Universidad Externado de Colombia Bogotá, Colombia, 2021.
- Curvas temporales, antología poética de Ana Luisa Amaral (1991-2021. (Traducción, selección y prólogo Lauren Mendinueta; Colección Monstruos, El ángel editor Quito, Ecuador, 2021
- Cómo se hace el poema (1972-2022) antología poética de Nuno Júdice. (Traducción, selección y prólogo Lauren Mendinueta; Animal Sospechoso Barcelona, España, 2022
- La Noción de Poema de Nuno Júdice. (Traducción Lauren Mendinueta; Abisinia Editorial Buenos Aires, Argentina, 2023.
- La Soledad de Ser Muchos, antología poética de Fernando Pessoa. (Traducción, selección y prólogo Lauren Mendinueta; Sílaba Editores Medellín, Colombia, 2023.
- Señora mía de mí' de Maria Teresa Horta. (Traducción y prólogo Lauren Mendinueta; Abisinia Editorial Buenos Aires, Argentina, 2024
- La Noción de Poema y otros 50 años de poesía (antología 1972-2023) de Nuno Júdice. (Traducción y prólogo Lauren Mendinueta; Editorial Difácil Valladolid, España, 2024.

### Trabajos como editora y prologuista de libros de autores colombianos publicados en portugués
- Um pais que sonha, cien a ños de poesía colombiana, (antología en portugués; selección y prólogo de Lauren Mendinueta. Trad. Nuno Júdice en Assirio & Alvim, Lisboa, Portugal, 2012).
- Os Versos do Navegante (antología en portugués de Álvaro Mutis; selección y prólogo de Lauren Mendinueta. Trad. Nuno Júdice en Assirio & Alvim, Lisboa, Portugal, 2013).

2014.
- Os cinco enterros de Pessoa (antología en portugués de Juan Manuel Roca; selección y prólogo de Lauren Mendinueta. Trad. de Nuno Júdice en Glaciar, Lisboa, Portugal, 2014.
- Nó de Sombras. (María Gómez Lara; prólogo de Lauren Mendinueta. Trad. Júdice en Glaciar, Lisboa, Portugal, 2015.

### Antologías
- Antología I festival Internacional de Poesía de El Salvador. (CONCULTURA  San Salvador, El Salvador, 2002.
- Por los verdes, por los bellos países, antología de poesía colombiana. (Introducción y notas de Adriana Gómez Arbeláez,  Reymel Serrano y Mario Jurisich. Ministerio de Cultura de Colombia  Bogotá, Colombia, 2002.
- Antología II festival Internacional de Poesía de El Salvador. (CONCULTURA  San Salvador, El Salvador, 2003.
- Trilogía poética de las mujeres en Hispanoamérica, ocho siglos de poesía. (Selección de Leticia Luna, Universidad Autónoma de México (UNAM) y Fondo para la cultura y las Artes de México (FONCA) México D.F., México, 2004.
- Antología de autoras latinoamericana. (Editorial Viento al Hombro. Selección de Marisa Trejos México D.F., México, 2004.
- Lirik Zwischen Zwei Welten (Poesía entre dos mundos), antología bilingüe de autores latinoamericanos en Austria. (Prólogo de Gerhard Kofler, selección de Wolfgang Ratz. Edition Doppelpunk Viena, Austria, 2004.
- El vértigo de los aires, Poesía latinoamericana (1974-1985). (Selección Iván Cruz Osorio, prólogo Héctor Carreto. Asociación de Escritores de México A.C. México D.F., México, 2007.
- Una gravedad alegre, antología de poesía latinoamericana al siglo XXI). (Selección y prólogo de Armando Romero. Editorial Difácil Valladolid, España, 2007.
- La mujer rota, homenaje a Simone de Beauvoir. (Literalia Editores Guadalajara, México, 2008.
- ¿Hacia dónde van los animales? 21 poetas dialogan con el arte de Francisco Toledo. (Prólogo de Ernesto Lumbreras. Museo de Arte Contemporáneo, Editorial Almada Oaxaca, México, 2010.
- Barcos sobre el agua Natal. Poesía hispanoamericana desde el siglo XXI. (Selección y compilación: Rafael Saravia y Jocelyn Pantoja. Colección de Poesía Azul de editorial MetilenoMéxico D.F., México, 2012.
- Pequeña antología para el amado. (Selección y prólogo de María Trejo Sirvent. Editorial Taller del poeta Fernando Luis Pérez PozaMéxico D.F., México, 2014.
- En tierras del cóndor: muestra de poesía de Colombia y Perú. (Selección de Juan Manuel Roca (Colombia) y Jaidith Soto (Perú)). Taller de Edición-Rocca. Bogotá, Colombia 2014.
- Ninguna parte. Una generación nueva de poetas en Colombia (1970-1985). (Selección y prólogo de Felipe García Quintero. Catafixia Editorial Ciudad de Guatemala, Guatemala, 2014.
- Me duele una mujer en todo el cuerpo I. (Selección Miguel Méndez Camacho. Colección Un libro por centavos. Universidad Externado de Colombia Bogotá, Colombia, 2014.
- Mujeres y poesía. (Centro Extremeño de Estudios y Cooperación con Iberoamérica (CEXECI), Editora Regional de Extremadura, Plan de Fomento de la Lectura en Extremadura Cáseres, España, 2015.
- Antología de la poesía colombiana contemporánea. (Selección y prólogo Ramón Cote Baraibar, Editorial Planeta Bogotá, Colombia, 2017.
- Semana da Poesía Ibero-americana (antologia). (Introducción Manuela Júdice. Edita Casa da América Latina Lisboa Lisboa,Portugal, 2017.
- Vientre de luz: 14 poetas colombianas + Jattin, (antología bilingüe). (Edición y traducción al francés de Stéphane Chaume. Uniediciones Bogotá, Colombia, 2017.
- Queda la palabra yo (Antología de poetas colombianas actuales). (Selección Verónica Aranda, Ana Martín Puigpelat. Prefacios Carmen Rosa Millan, Verónica Aranda, Ana Martín Puigpelat. Ediciones La Palma, colección Eme La Palma de Gran Canaria, España, 2017.
- 23 Narradores colombianos en Europa, Literatura colombina en la diáspora. (Selección y Prólogo de Eduardo Márceles Daconte. Collage Editores Bogotá, Colombia, 2018.
- Maqroll y el imperio de la literatura: ensayos sobre la vida y obra de Álvaro Mutis. Volumen I. (Editor académico Jean Orejarena Torres. Editorial Universidad Santiado de Cali Cali, Colombia, 2018.
- Ellas cantan : antología de poetas iberoamericanas. (Selección y prólogo de Luz Mary Giraldo, Colección Un libro por centavos. Universidad Externado de Colombia Bogotá, Colombia, 2019.
- Si después de la guerra hay un día. (Selección y prólogo: Henry Alexander Gómez, Héctor Cañón Hurtado. Editorial Escarabajo Bogotá, Colombia, 2020.
- Quinientos años de poesía en Colombia Tomo VII. Edición de Jorge Dussan Abella. Grupo Editorial Ibañez Bogotá, Colombia, 2020.
- La primera línea. Poesía Iberoamericana. (Selección y prólogo: Harold Alva. Editorial Summa Lima, Perú, 2021.
- Los poemas del duelo. (Selección de Beatriz Vanegas Athías. Ediciones Corazón de mango, Bogotá, Colombia 2021.
- Yo me muero como viví, antología de la poesía hispanoamericana actual. Selección y prólogo: Rafael Saravia. Eolas Ediciones, colección Leteo Avilés, España, 2021.

- Las mujeres en la poesía colombiana. Organización y prólogo de  Berta Lucía Estrada. Coedición, EntreTmas Revista Digital & Agulha Revista de Cultura, en línea, 2024.
- O Corpo do Mundo. Poetas Ibero-Americanos Pela Paz. Organização Pedro Miguel Salvado, António Lorenço Marques, Alfredo Pérez Alencart e João Artur Pinto. Editora Labirinto, Portugal, 2024.

## Premios
- Premio departamental de poesía, Ministerio de Cultura, 1998
- Premio Festival Internacional de Poesía de Medellín, 2000
- Premio nacional de poesía Universidad Metropolitana, 2000
- Medalla en Letras Universidad del Atlántico, 2001
- Beca de residencia artística en México, Ministerio de Cultura de Colombia y Fondo para la Cultura y las Artes de México (FONCA)
- Premio VI Certamen Internacional de Poesía Martín García Ramos, España, 2007
- VIII Premio Internacional de Poesía César Simón de la Universidad de Valencia, España, 2011
- VII Premio Nacional de Crítica de Colombia 2010-2011. Ensayos sobre arte contemporáneo. Categoría Ensayo Breve. Universidad de los Andes, Ministerio de Cultura de Colombia, 2011.
- I Premio Barranquilla Capital Americana de Cultura 2013.
- I Beca de residencia Artística "Atelier Poético" OEI Organización de los Estados Iberoamericanos 2022.